# PP-19-01 Vityaz
PP-19-01 Vityaz (ПП-19-01 Витязь) là loại súng tiểu liên do Izhmash (hiện đã trở thành một phần của tập đoàn Kalashnikov) phát triển tại Nga. Loại súng này được thiết kế dựa trên khẩu PP-19, được phát triển đặc biệt theo các yêu cầu của Bộ Nội vụ Nga cho lực lượng đặc biệt Vityaz nên nó có tên là Vityaz. Loại súng này được thiết kế để tiêu diệt đối phương kể cả khi đang mặc áo chống đạn và phương tiện cơ giới không bọc thép. Hiện việc chế tạo hàng loạt đã được thực hiện để cung cấp cho các lực lượng trong Bộ Nội vụ.

## Thiết kế
Giống phiên bản trước loại súng này được phát triển dựa trên khẩu AK-74U hay mới hơn là khẩu AK-104 nên hình dáng cấu trúc của súng giống với súng trường tấn công hơn súng tiểu liên nhưng cách hoạt động thì hoàn toàn khác dù vậy 70% chi tiết có thể thay đổi cho nhau với hai loại này.
PP-19-01 sử dụng cơ chế nạp đạn blowback thuần túy để đơn giản cho việc chế tạo, bắn với bolt đóng để tăng độ chính xác. Hình dáng bên ngoài và cơ chế khóa an toàn hoàn toàn giống AK với ba chế độ an toàn, từng viên và tự động. Khe gắn hộp đạn đặc biệt đã được thiết kế có thể gắn loại hộp đạn hai hàng đạn được làm từ nhựa tổng hợp chứa 30 viên và hai hộp đạn có thể gắn kế bên nhau bằng một cái kẹp thép để tăng tốc cho việc thay đạn. Súng có thể sử dụng hầu hết các loại đạn 9 mm hiện có của Nga và NATO kể cả loại đạn xuyên giáp 7N21. Nòng súng có thể gắn ống giảm thanh.
Hệ thống nhắm cơ bản của súng là điểm ruồi, bên trái súng có rãnh để gắn các loại ống nhắm tháo ráp nhanh khác nhau của Nga. Báng súng dạng khung có thể gấp lại sang phía tay trái. Phiên bản nâng cấp là Vityaz-SN (Витязь-СН) có gắn thêm các thanh răng để có thể gắn các hệ thống và công cụ hỗ trợ tác chiến khác nhau sử dụng loại thanh này như tay cầm chữ I, đèn pin hay hệ thống nhắm laser...